# Ямы (Луганская область)
Ямы (укр. Ями) — село, относится к Троицкому району Луганской области Украины.
Население по переписи 2001 года составляло 302 человека. Почтовый индекс — 92141. Телефонный код — 6456. Занимает площадь 16,2 км². Код КОАТУУ — 4425488001.

## Местный совет
92141, Луганська обл., Троїцький р-н, с. Ями  (укр.)